# Woodford (Wisconsin)
Woodford es un lugar designado por el censo ubicado en el condado de Lafayette en el estado estadounidense de Wisconsin. En el Censo de 2010 tenía una población de 69 habitantes y una densidad poblacional de 104,89 personas por km².

## Geografía
Woodford se encuentra ubicado en las coordenadas 42°38′50″N 89°51′26″O / 42.64722, -89.85722. Según la Oficina del Censo de los Estados Unidos, Woodford tiene una superficie total de 0.66 km², de la cual 0.62 km² corresponden a tierra firme y (5.12%) 0.03 km² es agua.

## Demografía
Según el censo de 2010, había 69 personas residiendo en Woodford. La densidad de población era de 104,89 hab./km². De los 69 habitantes, Woodford estaba compuesto por el 98.55% blancos, el 0% eran afroamericanos, el 0% eran amerindios, el 0% eran asiáticos, el 0% eran isleños del Pacífico, el 1.45% eran de otras razas y el 0% pertenecían a dos o más razas. Del total de la población el 1.45% eran hispanos o latinos de cualquier raza.